# Scream (album de Chris Cornell)
Pour les articles homonymes, voir Scream.
Albums de Chris Cornell
Carry On
(2007) Songbook
(2011)
Singles
1. Long Gone
Sortie : 29 juillet 2008
2. Watch Out
Sortie : 5 août 2008
3. Ground Zero
Sortie : 9 septembre 2008
4. Scream
5. Part of Me
Sortie : 12 octobre 2008

Scream est le troisième album studio de Chris Cornell, sorti en 2009.
Il se classe n°10 au Billboard 200 et devient l'album solo du chanteur le mieux classé.

## Liste des titres
| No  | Titre                              | Auteur                                                                                          | Durée |
| --- | ---------------------------------- | ----------------------------------------------------------------------------------------------- | ----- |
| 1.  | Part of Me                         | Chris Cornell, Johnkenun Spivery, Ezekiel Lewis, Balewa Muhammad                                | 5:14  |
| 2.  | Time                               | Chris Cornell, James Washington, Ezekiel Lewis, Balewa Muhammad                                 | 4:39  |
| 3.  | Sweet Revenge                      | Chris Cornell, James Washington, James Fauntleroy II                                            | 4:10  |
| 4.  | Get Up                             | Chris Cornell, James Washington, James Fauntleroy II                                            | 3:35  |
| 5.  | Ground Zero                        | Chris Cornell, James Washington                                                                 | 3:09  |
| 6.  | Never Far Away                     | Chris Cornell, James Washington, Ryan Tedder, Ezekiel Lewis, Balewa Muhammad                    | 5:06  |
| 7.  | Take Me Alive                      | Chris Cornell, James Washington, Justin Timberlake                                              | 4:36  |
| 8.  | Long Gone                          | Chris Cornell, Ryan Tedder, Ezekiel Lewis, Patrick "J. Que" Smith, Balewa Muhammad              | 5:15  |
| 9.  | Scream                             | Chris Cornell, James Washington                                                                 | 6:14  |
| 10. | Enemy                              | Chris Cornell, James Washington, Ryan Tedder, Johnkenun Spivery, Ezekiel Lewis, Balewa Muhammad | 4:35  |
| 11. | Other Side of Town                 | Chris Cornell, James Washington, Ryan Tedder                                                    | 4:48  |
| 12. | Climbing up the Walls              | Chris Cornell, James Washington, Ryan Tedder                                                    | 4:48  |
| 13. | Watch Out                          | Chris Cornell, James Washington                                                                 | 4:02  |
| 14. | Two Drinks Minimum (Morceau caché) | Chris Cornell, John Mayer                                                                       | 3:03  |

### Bonus
| No | Titre         | Auteur                                                       | Durée |
| -- | ------------- | ------------------------------------------------------------ | ----- |
| 1. | Ordinary Girl | Chris Cornell, James Washington, Ryan Tedder                 | 4:33  |
| 2. | Lost Cause    | Chris Cornell, James Washington                              | 4:20  |
| 3. | Do Me Wrong   | Chris Cornell, Ryan Tedder, Evan Bogart, James Fauntleroy II | 2:54  |
| 4. | Stop Me       | Chris Cornell, Ryan Tedder, James Fauntleroy II, Evan Bogart | 3:34  |